# Country-Musik 1969
Die Liste bietet eine Übersicht über das Jahr 1969 im Genre Country-Musik.

## Top Hits des Jahres

### Nummer-1-Hits
- 4. Januar – Daddy Sang Bass – Johnny Cash
- 15. Februar – Until My Dreams Come True – Jack Greene
- 1. März – To Make Love Sweeter for You – Jerry Lee Lewis
- 8. März – Only the Lonely (Know the Way I Feel) – Sonny James
- 29. März – Who’s Gonna Mow Your Grass – Buck Owens and the Buckaroos
- 12. April – Woman of the World (Leave My World Alone) – Loretta Lynn
- 19. April – Galveston – Glen Campbell
- 10. Mai – Hungry Eyes – Merle Haggard and the Strangers
- 17. Mai – My Life (Throw it Away if I Want To) – Bill Anderson
- 31. Mai – Singing My Song – Tammy Wynette
- 14. Juni – Running Bear – Sonny James
- 5. Juli – Statue of a Fool – Jack Greene
- 19. Juli – I Love You More Today – Conway Twitty
- 26. Juli – Johnny B. Goode – Buck Owens
- 9. August – All I Have to Offer You Is Me – Charley Pride
- 16. August – Workin’ Man’s Blues – Merle Haggard
- 23. August – A Boy Named Sue – Johnny Cash
- 27. September – Tall Dark Stranger – Buck Owens and the Buckaroos
- 4. Oktober – Since I Met You Baby – Sonny James
- 25. Oktober – The Ways to Love a Man – Tammy Wynette
- 8. November – To See My Angel Cry – Conway Twitty
- 15. November – Okie from Muskogee – Merle Haggard and the Strangers
- 13. Dezember – I’m so Afraid of Losing You Again – Charley Pride

### Weitere Hits
- All For the Love of a Girl – Claude King
- April's Fool – Ray Price
- Are You From Dixie ('Cause I'm From Dixie Too) – Jerry Reed
- Back in the Arms of Love – Jack Greene
- Ballad of Forty Dollars – Tom T. Hall
- Be Glad – Del Reeves
- Big in Vegas – Buck Owens
- Big Wind – Porter Wagoner
- Blistered – Johnny Cash
- But You Know I Love You – Bill Anderson
- Cajun Baby – Hank Williams Jr.
- The Carroll County Accident – Porter Wagoner
- Darling You Know I Wouldn't Lie – Conway Twitty
- Don't Let Me Cross Over – Jerry Lee Lewis und Linda Gail Lewis
- Games People Play – Freddy Weller
- George and the North Woods – Dave Dudley
- The Girl Most Likely – Jeannie C. Riley
- God Bless America Again – Bobby Bare
- Good Time Charlies – Del Reeves
- Homecoming – Tom T. Hall
- I Can't Say Goodbye – Marty Robbins
- I Love You Because – Carl Smith
- I Take a Lot of Pride in What I Am – Merle Haggard and the Strangers
- I'd Rather Be Gone – Hank Williams Jr.
- I'll Share My World With You – George Jones
- I'm Down to My Last ‘I Love You’ – David Houston
- If Not For You – George Jones
- It's a Sin – Marty Robbins
- In the Ghetto – Elvis Presley
- Invitation to Your Party – Jerry Lee Lewis
- Just Someone I Used to Know – Porter Wagoner und Dolly Parton
- Kaw-Liga – Charley Pride
- Kay – John Wesley Ryles
- Let it Be Me – Glen Campbell and Bobbie Gentry
- MacArthur Park – Waylon Jennings mit den Kimberlys
- (Margie's At) The Lincoln Park Inn – Bobby Bare
- Me and Bobby McGee – Roger Miller
- Mr. Walker, It's All Over – Billie Jo Spears
- My Woman's Good to Me – David Houston
- The Name of the Game Was Love – Hank Snow
- One Has My Name (The Other Has My Heart) – Jerry Lee Lewis
- One Minute Past Eternity – Jerry Lee Lewis
- Please Don't Go – Eddy Arnold
- Please Let Me Prove My Love For You – Dave Dudley
- Raining in My Heart – Ray Price
- Ribbon of Darkness – Connie Smith
- Rings of Gold – Don Gibson and Dottie West
- Ruby, Don't Take Your Love to Town – Kenny Rogers and the First Edition
- Rueben James – Kenny Rogers and the First Edition
- She Even Woke Me Up to Say Goodbye – Jerry Lee Lewis
- Smoky the Bar – Hank Thompson
- Such a Fool – Roy Drusky
- Suspicious Minds – Elvis Presley
- Sweet Thang and Cisco – Nat Stuckey
- Sweetheart of the Year – Ray Price
- That's a No-No – Lynn Anderson
- There Never Was a Time – Jeannie C. Riley
- There Won't Be a Lonely Heart in Town – Del Reeves
- These are Not My People – Freddy Weller
- These Lonely Hands of Mine – Mel Tillis
- They Don't Make Love Like They Used To – Eddy Arnold
- Thirsty Boots – Anne Murray
- This Thing – Webb Pierce
- To Make a Man (Feel Like a Man) – Loretta Lynn
- True Grit – Glen Campbell
- Try a Little Kindness – Glen Campbell
- When the Grass Grows Over Me – George Jones
- When Two Worlds Collide – Jim Reeves
- Where the Blue and Lonely Go – Roy Drusky
- Who's Gonna Take the Garbage Out – Ernest Tubb und Loretta Lynn
- Who's Julie – Mel Tillis
- Wine Me Up – Faron Young
- Yesterday When I Was Young – Roy Clark
- You and Your Sweet Love – Connie Smith
- You Gave Me a Mountain – Johnny Bush
- Young Love – Connie Smith und Nat Stuckey
- Your Time's Comin‘ – Faron Young
- Yours Love – Waylon Jennings
- Yours Love – Porter Wagoner und Dolly Parton

## Alben (Auswahl)
- At San Quentin – Johnny Cash
- The Carroll County Accident – Porter Wagoner (RCA)
- It's A Sin – Marty Robbins (Columbia)
- My Blue Ridge Mountain Boy – Dolly Parton (RCA)
- Songs That Made Country Girls Famous – Lynn Anderson (Chart)
- Yearbooks and Yesterdays – Jeannie C. Riley (Plantation)

## Geboren
- 19. August – Clay Walker
- 12. Oktober – Martie Maguire, Mitglied der Dixie Chicks
- 05. Dezember – Ray Scott

## Gestorben
- 11. September – Leon Payne, 52
- 23. November – Spade Cooley, 58

## Neuaufnahmen in dieCountry Music Hall of Fame
- Gene Autry (1907–1998)
- Bill Monroe (1911–1996)

## Die wichtigsten Auszeichnungen

### Grammy Awards
- Grammy Award for Best Country Vocal Performance, Female – Harper Valley P.T.A., Jeannie C. Riley
- Award for Best Country Vocal Performance, Male – Folsom Prison Blues, Johnny Cash
- Best Country & Western Performance - Duo Or Group (Vocal Or Instrumental) – Foggy Mountain Breakdown, Flatt and Scruggs
- Best Country Song – Little Green Apples, Bobby Russel (Interpret: Roger Miller)[1]

### Academy of Country Music Awards
- Single of the Year — Little Green Apples – Roger Miller
- Album of the Year — Bobbie Gentry & Glen Campbell, Bobbie Gentry und Glen Campbell
- Top Male Vocalist — Glen Campbell
- Top Female Vocalist — Cathie Taylor
- Top Vocal Duo — Johnny Mosby und Jonie Mosby
- Top New Male Vocalist — Ray Sanders
- Top New Female Vocalist — Cheryl Poole

### Country Music Association Awards
- Entertainer of the Year – Johnny Cash
- Song of the Year – The Carroll County Accident – Bob Ferguson
- Single of the Year – A Boy Named Sue, Johnny Cash
- Album of the Year – At San Quentin, Johnny Cash
- Male Vocalist of the Year – Johnny Cash
- Female Vocalist of the Year – Tammy Wynette
- Vocal Group of the Year – Johnny Cash und June Carter
- Instrumentalist of the Year – Chet Atkins
- Instrumental Group of the Year – Danny Davis
- Comedian of the Year – Archie Campbell